# 胸さわぎを頼むよ
「胸さわぎを頼むよ」（むなさわぎをたのむよ）は、SMAPの20枚目のシングル。1996年2月2日にビクターエンタテインメントから発売された。

## 概要
- 木村拓哉が出演したCMテスティモのテーマ。
- 音楽番組『FAN』の特別企画として「SMAPスペシャル〜胸さわぎを頼むよ〜」（1996年3月1日、日本テレビ）が放送された。
- 『第46回NHK紅白歌合戦』のSMAPによるメドレーのタイトルは「胸さわぎ'96」であったが、「胸さわぎを頼むよ」は歌われていない。
- 「胸さわぎを頼むよ」は1996年3月3日発売の『SMAP 008 TACOMAX』（アルバムバージョン）、1997年3月26日発売の『WOOL』（SMAP 008に収録されているバージョン）、2001年3月23日発売の『Smap Vest』に収録されている。カップリングの「まったくもう」は1997年3月26日発売の『WOOL』に収録されている。
- 「胸さわぎを頼むよ」にはフィリップ・セス（ピアノ）とフィル・ウッズ（アルト・サックス）が起用されている。アルバムバージョンではさらにオマー・ハキム（ドラムス）、ウィル・リー（ベース）、Wah Wah Watson（ギター）が参加している。
- 「まったくもう」は、脱退した森且行のお気に入りの曲として森最後の出演となった『SMAP×SMAP』で歌われた。
- 『SMAP×SMAP』の歌のコーナーでは2005年には平井堅、2006年には久保田利伸と歌った。
- 「まったくもう」をコンサートで披露する際、間奏に『SMAP 008 TACOMAX』に収録されている「恋があるから世の中です」、またエンディングには『SMAP 006〜SEXY SIX〜』に収録されている「M・A・S・H」、『SMAP 001』に収録されている「Subway Kids」のRap詞が追加されているが、セットリストでは「まったくもう」のみ1曲として扱われている。尚、Rap詞が追加されているバージョンは、ライブビデオ『SMAP 010 "TEN"』、『1997 SMAP LIVE ス』に収録されている。
- 「胸さわぎを頼むよ」は、ソロパートがなく、（木村、稲垣、草彅）と（中居、森、香取）に分かれて歌っている。
- 「まったくもう」は、森のみソロパートがある。森脱退後は、木村が担当している。
- この作品がシングルとしては、デビュー時から続いていたカセットテープとの同時発売が最後となった。

## チャート成績
- 1996年2月12日付のオリコン週間シングルチャートで、初週24.9万枚を売り上げた。
- 累計売上は50.0万枚（オリコン調べ）。

## 収録曲
1. 胸さわぎを頼むよ
作詞:戸沢暢美 / 作曲:寺田一郎 / 編曲:CHOKKAKU / コーラスアレンジ:岩田雅之
  - 木村拓哉出演 カネボウ化粧品「テスティモ」CMソング
2. まったくもう
作詞:小倉めぐみ / 作曲:寺田一郎 / 編曲:CHOKKAKU / コーラスアレンジ:岩田雅之
  - 草彅剛・香取慎吾出演 ローソン「JOHNNYS WORLD VISUAL RECORD」CMソング
3. 胸さわぎを頼むよ（music track）
4. まったくもう（music track）

## 収録アルバム
- SMAP 008 TACOMAX（#1）
  - アルバム・バージョンを収録。
- Wool（#1, 2）
  - #1はアルバム・バージョンを収録。
- Smap Vest（#1）

## 映像作品
胸さわぎを頼むよ
- SMAP 010 "TEN"
  - 5人体制 初披露
- Clip! Smap! コンプリートシングルス（PV映像）

まったくもう
- SMAP 010 "TEN"
  - 5人体制 披露
- 1997 SMAP LIVE ス
- LIVE BIRDMAN